# Prinsessa på vift
Prinsessa på vift (originaltitel: Roman Holiday) är en amerikansk romantisk komedifilm från 1953, i regi av William Wyler. Huvudrollerna spelas av Audrey Hepburn och Gregory Peck.

## Handling
Prinsessan Ann (Audrey Hepburn) gör uppror mot sina kungliga förpliktelser och upptäcker Rom på egen hand. Hon möter Joe Bradley (Gregory Peck), en amerikansk journalist som i jakt på ett exklusivt reportage låtsas ovetande om hennes riktiga identitet. Men hans plan raseras när de blir kära...

## Rollista (urval)
- Audrey Hepburn – Prinsessan Ann (Anya "Smitty" Smith)
- Gregory Peck – Joe Bradley
- Eddie Albert – Irving Radovich
- Hartley Power – Hennessy, Joes redaktör
- Harcourt Williams – Ambassadören för Prinsessan Anns land
- Margaret Rawlings – Grevinnan Vereberg, Anns närmsta hovdam
- Tullio Carminati – General Provno
- Paolo Carlini – Mario Delani
- Claudio Ermelli – Giovanni
- Paola Borboni – städerskan
- Laura Solari – sekreteraren
- Alfredo Rizzo – taxichauffören
- Gorella Gori – skoförsäljaren

## Om filmen
Audrey Hepburn tilldelades en Oscar för bästa kvinnliga huvudroll.
1987 gjordes en nyinspelning, ämnad för TV, med Catherine Oxenberg och Tom Conti i huvudrollerna.